# Biohidrogen

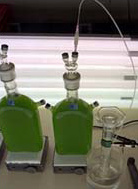
Producció d'hidrogen microbià.

El Biohidrogen és H₂ que és produït biològicament. Hi ha un alt interès en aquesta tecnologia perquè H₂ és un combustible net i pot ser produït de certes classes de biomassa.
Molts reptes caracteritzen aquesta tecnologia, incloent aquells intrínsec a H₂, com emmagatzematge i transport d'un gas no condensable. L'hidrogen que produeixen els organismes estan contaminats amb O₂. Així doncs la producció d'H₂ és sovint baixa.

## Principis bioquímics
Les reaccions principals impliquen fermentació de sucres. Les reaccions importants s'inicien amb glucosa, la qual és converteix en àcid acètic:
{\displaystyle {\ce {C6H12O6 + 2 H2O -> 2 CH3COOH + 2 CO2 + 4 H2}}}
Una reacció relacionada dona formate en comptes de diòxid de carboni:
{\displaystyle {\ce {C6H12O6 + 2 H2O -> 2 CH3COOH + 2 HCOOH + 2 H2}}}
Aquestes reaccions són exergònica per 216 i 209 kcal/mol, respectivament.
La producció d’H₂ és catalitzada per dues hidrogenases. Una es diu [FeFe] -hidrogenasa i l’altra [NiFe] -hidrogenasa. Molts organismes emeten aquests enzims. Alguns exemples rellevants són els membres dels gèneres Clostridium, Desulfovibrio, Ralstonia i el patogen Helicobacter. L'E. coli és el cavall de batalla per a l'enginyeria genètica de les hidrogenases.
S'estima que el 99% de tots els organismes utilitzen dihidrogen (H₂). La majoria d’aquestes espècies són microbis i la seva capacitat d’utilitzar H₂ com a metabòlit sorgeix de l'expressió de H₂ metalloenzims coneguts com hidrogenases. Les hidrogenases es classifiquen en tres tipus diferents segons el contingut de metall actiu: ferro-ferro hidrogenasa, níquel-ferro hidrogenasa i ferro hidrogenasa.

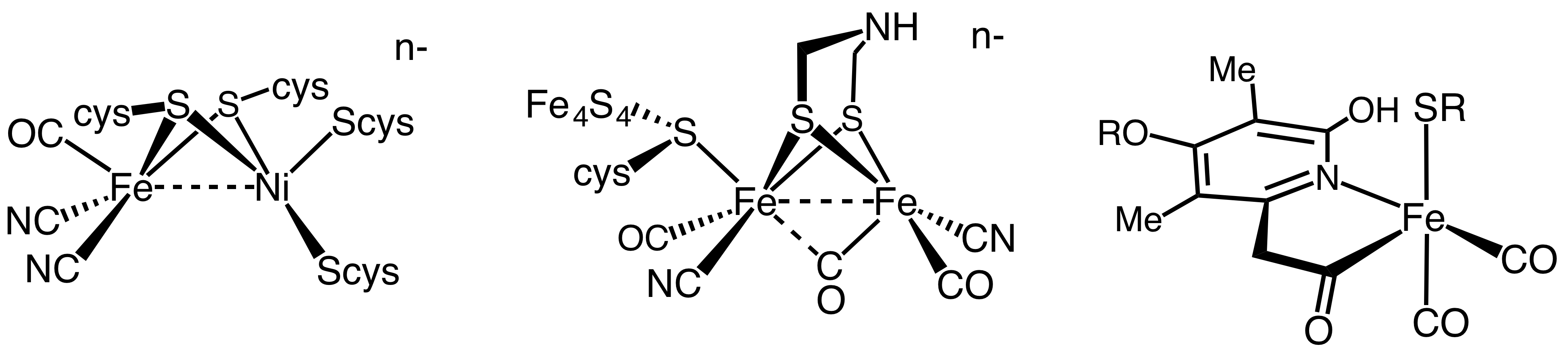
Les estructures del lloc actiu dels tres tipus d’enzims hidrogenasa.

## Producció per algues
La producció biològica d’hidrogen amb algues és un mètode de divisió fotobiològica de l’aigua que es fa en un fotobioreactor tancat basat en la producció d’hidrogen com a combustible solar per part de les algues. Les algues produeixen hidrogen quan es troben en unes condicions determinades. L'any 2000 es va descobrir que si les algues de C. reinhardtii es priven de sofre, passaran de la producció d’ oxigen, com en la fotosíntesi normal, a la producció d’hidrogen.

### Fotosíntesi

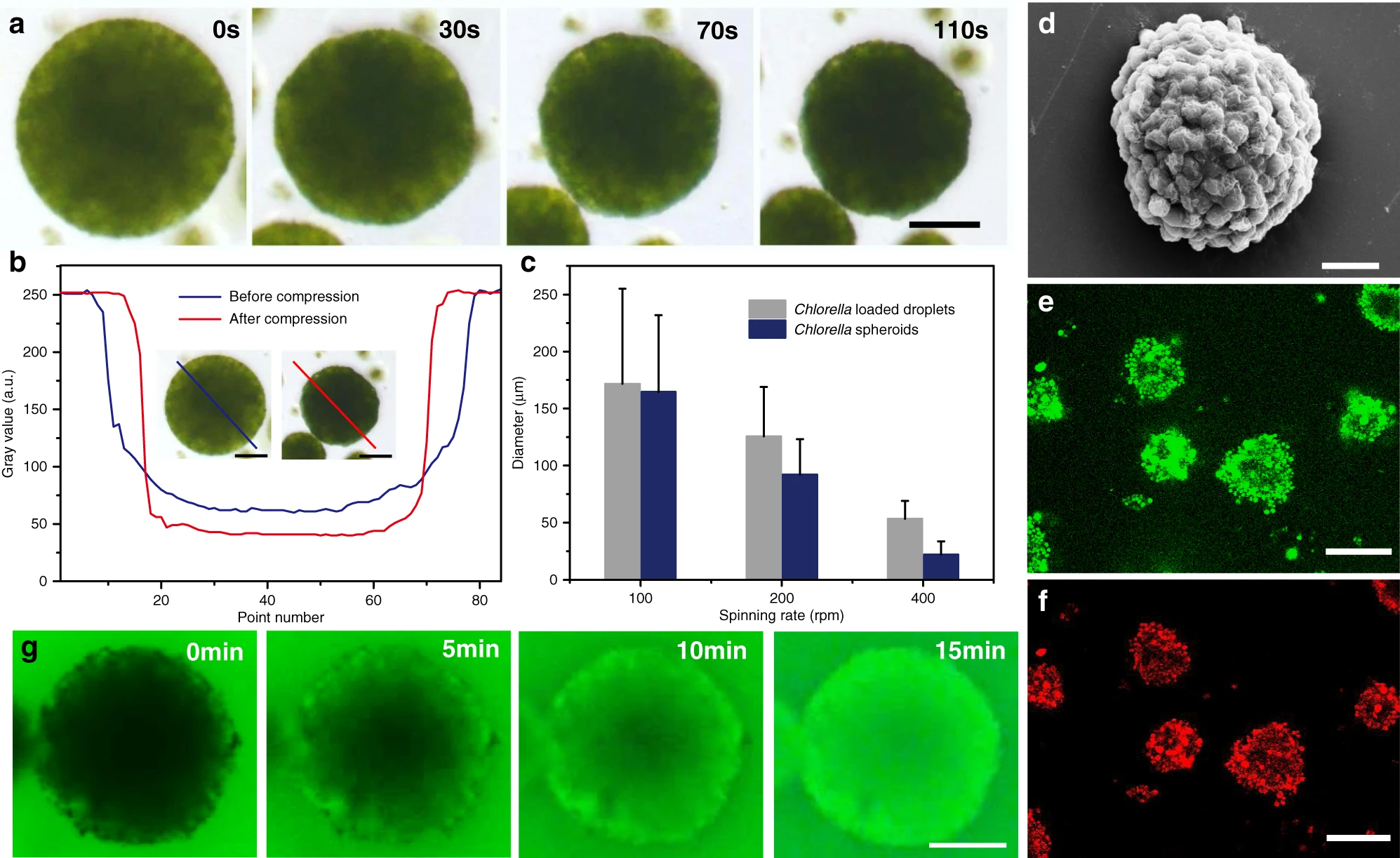
Biorreactors basats en cèl·lules algals que poden produir hidrogen [11

La fotosíntesi en cianobacteris i algues verdes divideix l’aigua en ions d’hidrogen i electrons. Els electrons es transporten per ferredoxines. Les Fe-Fe-hidrogenases (enzims) es combinen entre elles formant hidrogen gasós. A Chlamydomonas reinhardtii el Photosystem II produeix en conversió directa de la llum solar el 80% dels electrons que acaben en el gas d'hidrogen. La proteïna LHCBM9 de fotosistema complex de captura de llum II promou una dissipació eficient de l'energia lluminosa. Les Fe-Fe-hidrogenases necessiten un entorn anaeròbic ja que estan inactivades per l’oxigen. L'espectroscòpia infraroja de transformada de Fourier s'utilitza per examinar les vies metabòliques. Al 2020, els científics van informar sobre el desenvolupament de micro-gotes basades en cèl·lules d'algues per a reactors microbians esferoides multicel·lulars capaços de produir hidrogen juntament amb oxigen o CO₂ mitjançant la fotosíntesi a la llum del dia sota l'aire. Es va demostrar que tancar els microreactors amb bacteris sinèrgics augmentava els nivells de producció d’hidrogen.

### Clorofil·la especialitzada
La mida de l’antena de la clorofil·la (Chl) en les algues verdes es minimitza o es trunca per maximitzar l'eficiència de conversió solar fotobiològica i la producció d’H2. La mida de l’antena Chl truncada minimitza l’absorció i la dissipació inútil de la llum solar per part de les cèl·lules, cosa que resulta en una millor eficiència d’aprofitament de la llum i una major productivitat fotosintètica pel cultiu de masses d’algues verdes.

### Economia
Es necessitarien uns 25.000 quilòmetres quadrats de cultiu d'algues per produir biohidrogen equivalent a l'energia subministrada per la gasolina només als EUA. Aquesta superfície representa aproximadament el 10% de la superfície dedicada al cultiu de soja als EUA.

### Problemes de disseny del bioreactor
- Restricció de la producció d’hidrogen fotosintètic per acumulació d’un gradient de protons.
- Inhibició competitiva de la producció fotosintètica d’hidrogen per diòxid de carboni.
- Requisit d’unió de bicarbonat al fotosistema II (PSII) per a una activitat fotosintètica eficient.
- Drenatge competitiu d'electrons per l'oxigen en la producció d'hidrogen d'algues.
- L'economia ha d’assolir preus competitius a altres fonts d’energia i l'economia depèn de diversos paràmetres.
- Un dels principals obstacles tècnics és l'eficiència en la conversió de l'energia solar en energia química emmagatzemada en hidrogen molecular.

S'està intentant resoldre aquests problemes mitjançant la bioenginyeria.

## Història
L'any 1933, Marjory Stephenson i el seu estudiant Stickland van informar que les suspensions cel·lulars van catalitzar la reducció del blau de metilè amb H₂. Sis anys després, Hans Gaffron va observar que l'alga verda fotosintètica Chlamydomonas reinhardtii, de vegades produiria hidrogen. A finals dels anys 90, Anastasios Melis va descobrir que la privació de sofre indueix l'alga a passar de la producció d'oxigen (fotosíntesi normal) a la producció d'hidrogen. Va descobrir que l'enzim responsable d'aquesta reacció és la hidrogenasa, però que la hidrogenasa va perdre aquesta funció en presència d'oxigen. Melis també va descobrir que la disminució de la quantitat de sofre disponible per a les algues interrompia el flux intern d'oxigen, cosa que oferia a la hidrogenasa un entorn en el qual pot reaccionar, provocant que les algues produïssin hidrogen. Chlamydomonas moewusii també és una soca prometedora per a la producció d’hidrogen.

## Hidrogen industrial
A la produccio del biohidrogen, almenys per a aplicacions comercials, són usats principalment processos industrials madurs. La reforma a vapor de gas natural, de vegades denominada reforma a vapor de metà (SMR), és el mètode més comú per produir hidrogen, suposa al voltant del 95% de la producció mundial.
{\displaystyle {\ce {CH4 + H2O <-> CO + 3 H2}}}